# Marceljani
Marceljani (olaszul: Marcegliani) falu Horvátországban, Isztria megyében. Közigazgatásilag Labinhoz tartozik.

## Fekvése
Az Isztria keleti részén, Labin központjától 3 km-re északnyugatra fekszik. Településrészei az ott lakó családok nevei alapján a Tomažići, Markulini, Blaškovići, Faraguni, Dragari, Bohki, Floki, Juraji stb. neveket viselik. Környéke bővelkedik erdőkben, melyekben sok spárga és különféle gomba terem.

## Története
A településnek 1890-ben 65, 1910-ben 143 lakosa volt. Az első világháború után Olaszország, a második világháború után Jugoszlávia része lett. Jugoszlávia felbomlása után 1991-ben a független Horvátország része lett. 2011-ben 193 lakosa volt. Lakóinak legfőbb bevételi forrását a turizmus adja.

## Lakosság
| Lakosság változása | Lakosság változása | Lakosság változása | Lakosság változása | Lakosság változása | Lakosság változása | Lakosság változása | Lakosság változása | Lakosság változása | Lakosság változása | Lakosság változása | Lakosság változása | Lakosság változása | Lakosság változása | Lakosság változása | Lakosság változása |
| ------------------ | ------------------ | ------------------ | ------------------ | ------------------ | ------------------ | ------------------ | ------------------ | ------------------ | ------------------ | ------------------ | ------------------ | ------------------ | ------------------ | ------------------ | ------------------ |
| 1857               | 1869               | 1880               | 1890               | 1900               | 1910               | 1921               | 1931               | 1948               | 1953               | 1961               | 1971               | 1981               | 1991               | 2001               | 2011               |
| 0                  | 0                  | 0                  | 65                 | 85                 | 143                | 0                  | 0                  | 220                | 269                | 234                | 192                | 186                | 170                | 162                | 193                |